# Улица Космонавтов (Липецк)
У́лица Космона́втов — одна из центральных улиц в Советском округе Липецка. Проходит от площади Авиаторов до Московской улицы, пересекаясь с последней на площади Николая Великолепова. Пересекает улицы Терешковой и Циолковского. К нечётной стороне улицы Космонавтов примыкают улицы Звёздная, Филипченко, Берзина и Вермишева.

## Начало застройки
Название дано 2 августа 1963 года в честь советской космонавтики. В этом районе сформировались сразу несколько «космических» названий: улицы Гагарина, Терешковой, Титова, Циолковского, площадь Космонавтов, улица Филипченко (в прошлом переулок Космонавтов).
До 1960-х годов вдоль конечного участка нынешней улицы Космонавтов находился посёлок Мирный. Он вошёл в состав 9-го микрорайона Северо-Западного жилого района, по которому проходит большая часть улицы. В основном застройка велась 5-этажными кирпичными и панельными домами. Дома по нечётной стороне улицы расположены в 5-м, 4-м, 12-м и 11-м микрорайонах, по чётной стороне — в 1-м, 2-м, 3-м, 8-м и 9-м микрорайонах.
В начале марта 1971 года на углу улиц Космонавтов (дом № 28) и Терешковой открылся кинотеатр «Космос» на 600 мест (до 2007 года — молодёжный клуб «Перекрёсток», позже магазин «Ценопад», ныне магазин «Пятёрочка»).
В 1974 году на углу с улицей Терешковой открылся ледовый дворец спорта «Звёздный».
В 1977 году была открыта больница медсанчасти НЛМК (дом № 39).

## Новый общественно-культурный центр
Позже, в конце 1970-х годов, когда район уже был сформирован, «Липецкгражданпроект» уплотнил застройку. Был образован общественно-культурный центр Северо-Западного жилого района — в 9-м микрорайоне.
Доминантой стали пять 14-этажных жилых домов с пристроенными магазинами, построенных по индивидуальным проектам (арх. Б. П. Канцане, Г. М. Александров и Т. К. Соколова). Эти дома окончательно скрыли Мирный.
Рядом появились рынок 9-го микрорайона (дом № 96; арх. Ю. Д. Серов), позднее переименованный в «Советский рынок», универсам (дом № 98; ныне ТЦ «Ноябрьский»; арх. Р. Д. Мустафинов), кинотеатр «Винница» (клуб «Торнадо»; ныне супермаркет «Мираторг», дом № 110; арх. Л. А. Найденкова и Л. А. Павлова).
Вдоль зданий появился пешеходный бульвар с необычными цветочными клумбами.

## Областной центр культуры и народного творчества
В 1967 году в сквере между улицей Космонавтов, улицей Циолковского и проездом домов № 50—62 по ул. Космонавтов (сегодня он называется сквером имени Маркова) был построен Дворец культуры профсоюзов (дом № 54а). После реконструкции в 2005 году основного зала на 723 места он становится Областным дворцом культуры. В соответствии с Постановлением Главы администрации Липецкой области № 139 от 29.04.09 г. в результате ликвидации Областного Дома народного творчества и областного Дворца культуры. Сегодня это крупнейший центр культуры по возрождению, развитию, изучению и сохранению культурных традиций Липецкой области. В творческих отделах ОЦКНТ — более 100 специалистов культурно-досугового профиля. На его базе успешно ведут свою творческую деятельность более 30 коллективов различной жанровой направленности: хореографические, хоровые, оркестровые, изобразительного и декоративно-прикладного творчества, фольклорные, театральные. Липецкий областной центр культуры и народного творчества организует и проводит областные, межрегиональные, всероссийские фестивали, смотры, конкурсы, выставки, ведёт активную издательскую деятельность, осуществляет подготовку, составление и выпуск литературы методической и репертуарной направленности. Здесь проходят крупные областные мероприятия и концерты. Кроме того, есть малый зал на 220 мест, где проводятся семинары, конференции и другие небольшие мероприятия.

## Российское время
В 2006—2008 годах построены шесть жилых домов — пристроек к студенческим общежитиям (дома № 16, 18, 20, 22, 24 и 26). Общежития были повёрнуты к улице Космонавтов торцами, и новая архитектура скрыла их (с этой целью вырубили множество деревьев, в том числе ивы). В дальнейшем планируется строительство комплекса во дворе, а также будут надстроены сами общежития.
К июлю 2009 года планируется открыть легкоатлетический манеж на 500 мест в районе школы № 55 (её адрес: ул. Космонавтов, 16а).

## Адреса
Кроме объектов и учреждений, информация о которых приведена выше, улица Космонавтов насыщена самыми различными предприятиями торговли, образования, здравоохранения, бытового обслуживания, связи, спортивными и развлекательными объектами. Большей частью они расположены на нижних этажах жилых зданий. Вот лишь некоторые адреса:
- Дом № 2 — ЗАГС Октябрьского округа, магазины, кафе. В прошлом здесь находился Дворец бракосочетаний. Здесь расположен и Липецкий музей народного и декоративно-прикладного искусства с просторным выставочным залом[3].
- 8 — магазины бытовой техники «Фолиум» и «Эльдорадо». В прошлом — магазин «Липецк» (рядом находилась одноимённая остановка общественного транспорта — ныне «Площадь Авиаторов»).
- 10 — магазины «Электромир» и «Энергия» (бытовая техника).
- 16а — средняя школа № 55 (см. выше).
- 20/2 — детский сад.
- 9 — супермаркет «Пятёрочка».
- 11б — средняя школа № 47.
- 15/3 — Центральная городская библиотека.
- 36/3 — средняя школа № 43 (с 2009 года — МОУ Кадетская школа № 43 им. майора милиции Алексея Коврижных).
- 38 — почтовое отделение, аптека, парикмахерская.
- 44/3 — магазин «Липка» (бывший гастроном «Прогресс». По нему до сих пор называется остановка общественного транспорта).
- 27 — торговый дом «Товарищ», магазин «Бригадир» (продажа строительных и отделочных материалов).
- 54 — Советский суд (в прошлом здесь располагался Советский райком КПСС).
- 56а — советский комитет по работе с населением (в прошлом — районные администрация и совет депутатов).
- между улицами Космонавтов, Циолковского и Звёздной расположен комплекс объектов здравоохранения (№ 39 — центральная городская клиническая больница (ранее больница медсанчасти НЛМК), № 35 — областной противотуберкулёзный диспансер, № 37 — инфекционная больница)
- 37/5 — стоматологическая поликлиника.
- 80 — комплекс автомагазинов («Колесо», «Автодом», «Евроавто»).
- 82/4 — МАОУ СШ № 48.
- 70/3 — детский сад № 27.
- 96 — рынок 9-го микрорайона (Советский рынок) (см. выше).
- 108 — центр развития детей и юношества «Советский» (в прошлом — Дом пионеров и школьников Советского района).
- 110 — развлекательный комплекс «Торнадо» (в прошлом — кинотеатр «Винница») (см. выше).

## Транспорт
На всем протяжении улицы Космонавтов ходят автобусы.
- К домам начала улицы — авт. 300, 306, 322, 325, 345, 346, 359, ост.: «Пл. Авиаторов», «Дворец спорта „Звёздный“».
- К домам начала и середины улицы — авт. 1, 2, 2т, 9т, 12, 17, 35, 36, 37, 300, 306, 317, 322, 323, 325, 345, 346, 347, 359, 378, ост.: «Ул. Терешковой».
- К домам середины улицы — трам. 1, 2, авт. 332, 343, ост.: «Ул. Космонавтов»; авт. 2т, 306, 322, 325, 345, 346, 359, 378, ост.: «Магазин „Прогресс“», «Областной дворец культуры».
- К домам середины и конца улицы — авт. 2т, 306, 322, 325, 343, 345, 346, 359, 378, 379, ост.: «Ул. Циолковского», «Рынок 9-го микрорайона», «12-й микрорайон», «11-й микрорайон»; авт. 2т, 9т, 30, 321, 330, 343, 345, 359, 378, ост.: «Ул. Вермишева».

## Обратите внимание
На некоторых современных картах Липецка участок улицы Космонавтов, проходящий от площади Космонавтов до Московской улицы между 10-м и 9-м микрорайонами, ошибочно изображается как улица Вермишева. Этому участку в середине 1970-х годов планировали присвоить имя Героя Советского Союза, лётчика-космонавта В. И. Пацаева (1933—1971), погибшего в июне 1971 года вместе с экипажем космического корабля «Союз-11» при спуске с орбиты после завершения космического полёта. По неизвестным причинам присвоение не состоялось, и этот участок остался частью улицы Космонавтов, но дома по обеим его сторонам адресованы по улице Вермишева, 9-му микрорайону и Московской улице.